# In Bloom
«In Bloom» (en español «Floreciendo») es una canción de la banda de grunge Nirvana. Escrita por Kurt Cobain, la canción está dirigida a la gente de fuera de la comunidad musical del grunge que no entendiese el mensaje de la banda. La canción fue certificada como disco de plata en Reino Unido y platino en Australia.
Nirvana realizó su primer video musical para una temprana versión de «In Bloom» en 1990. Sin embargo, la canción no se lanzó como sencillo hasta que los miembros de la banda sacaron a la venta Nevermind, en 1991. «In Bloom» fue el cuarto y último sencillo de dicho álbum en 1992, y lo acompañó un nuevo vídeo que muestra una parodia de los espectáculos musicales de la década de 1960.

## Contexto y grabación

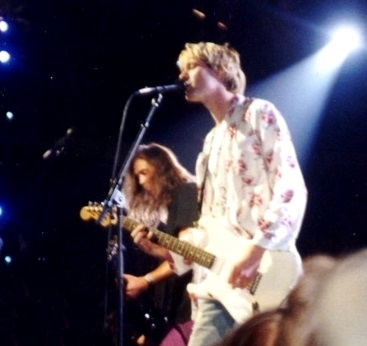
Nirvana durante un concierto en 1992.

Nirvana tocó la canción por primera vez antes de grabar una versión poco desarrollada de la misma. El bajista Krist Novoselic dijo que "al principio sonaba como una canción de Bad Brains, y luego Kurt la transformó en una canción de pop". Cobain mejoró la canción desde su casa, tocándola para Novoselic por teléfono.
La banda grabó más tarde "In Bloom" con el productor Butch Vig en los Estudios Smart en Madison, Wisconsin en abril de 1990. La canción tenía originalmente una sección instrumental que hacía de puente, que Vig eliminó. Novoselic dijo que, después de la grabación, Vig cortó en la cinta la parte del instrumental y la tiró a la basura.
Luego de firmar un contrato con DGC Records, Nirvana empezó a grabar su segundo álbum Nevermind en mayo de 1991. "In Bloom" fue una de las primeras canciones que la banda grabó en varios estudios en California, debido a que Vig consideró que era bueno volver a trabajar sobre una canción ya grabada en otro estudio. Los arreglos para "In Bloom" fueron prácticamente los mismos que se usaron para otras canciones grabadas con Vig en 1990. Dave Grohl, según la crítica, "añadió más poder y precisión" que Chad Channing, quien había sido el baterista de Nirvana previamente. Durante la grabación, Cobain empezó a cantar cada vez más fuerte, cosa que dificultó la labor de Vig, quien no sabía cómo mantener el balance del volumen entre las estrofas y el estribillo. Él comentó que rezaba para que el cantante no "cambiara nada de la canción" durante el proceso.
Cobain eligió no grabar otra parte vocal para crear armonías durante las sesiones en los Estudios Smart, posiblemente debido a limitaciones de tiempo. En las sesiones de grabación de Nevermind, Vig solicitó a Grohl que cantara los coros en la canción. Pese a que el baterista rara vez pudo cantar la nota precisa, el productor estuvo satisfecho con su trabajo. Vig tuvo que engañar en repetidas ocasiones a Cobain, quien era reacio a grabar muchas tomas, para añadir su voz a los coros armónicos. El productor lo convenció diciéndole "John Lennon lo hizo".

## Composición
Como tantas canciones de Nirvana, "In Bloom" se alterna entre calmadas estrofas y fuertes estribillos. Cobain usó un amplificador Mesa Boogie para las primeras y una Fender Bassman para lograr un sonido más pesado y duro para el segundo. La sección rítmica de Novoselic y Grohl se hizo en una toma. El baterista afirmó que "se evitaban los acompañamientos de batería innecesarios", mientras que el bajista dijo que sintió que su papel allí era "servir a la canción". Durante el estribillo, se escuchan las voces de Cobain y Grohl cantando "He's the one/Who likes all our pretty songs/And he likes to sing along/And he likes to shoot his gun/But he knows not what it means". La introducción aparece al final de cada repetición del estribillo.
La letra se dirige a los que, pese a estar fuera de la comunidad musical del grunge, empezaron a escuchar a la banda tras el lanzamiento de su primer álbum, Bleach. El biógrafo Michael Azerrad escribió: "[La letra] hizo que la popularidad masiva de la que disfrutaba la banda se multiplicara". Sobre el estribillo, Azerrad comentó que "su brillante ironía es tan pegadiza que millones de personas la cantan junto a la grabación".

## Lanzamiento y recepción
"In Bloom" se lanzó como cuarto sencillo de Nevermind en noviembre de 1992. Sólo se sacó a la venta en Gran Bretaña y se lanzaron copias promocionales en Estados Unidos. El disco de vinilo y el CD donde está el sencillo contienen además las canciones "Polly" y "Sliver", grabadas el 28 de diciembre de 1991 en un concierto. Llegó a ubicarse en el puesto 28 en las listas británicas. Pese a que no se puso a la venta, la canción llegó al quinto puesto en las listas estadounidenses.
Everett True, de la revista Melody Maker escribió que el sencillo restaba "credibilidad a la banda", agregando además que "las versiones en vivo de 'Polly' y 'Sliver' son de mala calidad". En 2004, la revista Rolling Stone ubicó esta canción en el puesto 407 en su lista de las 500 mejores canciones de todos los tiempos.

## Video promocional
Nirvana realizó por primera vez un video para "In Bloom" en 1990, y la versión que utilizaron fue la que habían grabado en los Estudios Smart. Este muestra a la banda caminando por varias zonas de Manhattan, que incluyen South Street Seaport, Lower East Side y Wall Street. Durante la grabación del video, Novoselic se cortó el pelo como castigo por una mala presentación en vivo de la banda en Nueva York.
El segundo vídeo, creado para acompañar el lanzamiento del sencillo, fue dirigido por Kevin Kerslake, quien había dirigido previamente los videos de "Come as You Are" y "Lithium". El plan original de Cobain era contar la historia de una mujer nacida dentro de la sociedad del Ku Klux Klan y que luego tomaba conciencia de lo perversos que eran sus integrantes. Como esta idea era muy compleja de llevar a cabo, decidió inventar una parodia de los espectáculos musicales de la década de 1960, como The Ed Sullivan Show. El video adquirió un tono humorístico debido a que Cobain estaba "cansado de que la gente nos tomara tan en serio [...] Quise demostrarles que también tenemos un lado divertido". Kerslake lo filmó en un viejo cinescopio y la banda improvisó su canción. El vídeo empieza con un presentador de espectáculos; papel interpretado por Doug Llewelyn (primer presentador del programa The People's Court) quien presenta a Nirvana a un grupo de adolescentes que gritan. Sus exclamaciones se escuchan en todo el video. Los miembros de la banda, sobre quienes el presentador dice que son "muchachos decentes", interpretan la canción vestidos al estilo de The Beach Boys. Al final, los músicos destruyen sus instrumentos.
En total, se hicieron tres versiones del video de Kerslake. Cobain intentó reemplazar la primera por otra en la que los músicos usaban otra clase de ropa, en lugar de trajes. El programa de MTV 120 Minutos insistía en estrenarlo, pero Cobain pensaba que este no transmitiría correctamente la idea humorística de "ídolo del pop" que el cantante quería mostrar, por lo que se realizó otra versión donde la banda usa ambos tipos de ropa. La primera edición nunca fue transmitida al público. Ganó el premio a mejor vídeo alternativo en la entrega de los Premios MTV en 1993 y llegó al puesto número uno en la categoría de mejores videos de música en una encuesta realizada en 1992 por el diario Village Voice.

## Personal
- Kurt Cobain: Guitarras, voz
- Krist Novoselic: Bajo
- Dave Grohl: Batería, armonías vocales

## Lista de canciones
- En formato 7":

1. «In Bloom» - 4:17
2. «Polly» (Live) - 2:47

- En formato CD:

1. «In Bloom» - 4:17
2. «Sliver» (en vivo) - 2:06

## Posiciones en las listas
| Lista (1992)          | Mejor posición |
| --------------------- | -------------- |
| US Mainstream Rock    | 5              |
| Irish Singles Chart   | 7              |
| Swedish Singles Chart | 30             |
| UK Singles Chart      | 28             |